# Filhos e Amantes (1981)
Filhos e Amantes é um filme brasileiro de 1981, dirigido por Francisco Ramalho Jr.

## Elenco
- Lúcia Veríssimo
- Walmor Chagas
- Ronaldo Costa
- André De Biase
- Hugo Della Santa
- Renée de Vielmond
- Denise Dumont
- Paulo Gorgulho
- Rosina Malbouisson
- Nicole Puzzi
- Silvana Rea